# Песма Евровизије 2025.
Песма Евровизије 2025. (енгл. Eurovision Song Contest 2025, фр. Concours Eurovision de la chanson 2025) био је 69. избор за Песму Евровизије. У организацији Европске радиодифузне уније (ЕБУ) и домаћина Швајцарске емитерске корпорације (СРГ ССР), такмичење се одржало у Санкт Џакобсхали, у граду Базелу, у Швајцарској захваљујући победи Нема на Песми Евровизије 2024. у Малмеу са песмом The Code. Ово је био трећи пут да се такмичење одржи у тој земљи, после инагуралног такмичења 1956. и 1989. у Лугану и Лозани, тим редом. Такмичење се састојало из два полуфинала која су се одржала 13. и 15. маја и великог финала које се одржало 17. маја 2025. Такмичење су водиле Сандра Штудер и Хејзел Бругер у полуфиналима, док им се у финалу придружила и Мишел Ханцикер.
37 земаља је учествовало на такмичењу. Црна Гора се вратила на такмичење након двогодишње паузе, док се Молдавија повукла са такмичења.

## Локација

### Фаза натицања
После швајцарске победе на такмичењу 2024, локалне власти у Женеви су изразиле заинтересованост да буду домаћини такмичења 2025. у Palexpo и дали званичну понуду. Истог дана, председник владе кантона Базел-град, Конрад Кремер, је изјавио заинтересованост да Базел буде домаћин такмичења 2025. Дана 12. маја, Хала Олма у Санкт Галену је предложена као могуће место одржавања. Дана 13. маја, Лугано, домаћин првог такмичења 1956, је одбацио могућност уласка у натицање за домаћинство, док је председник кантона Берн Филип Мелер изразио опирање уласку Берна у натицање у дефакто престоници Швајцарске због „успона антисемитизма на такмичењу”. Целокупна влада кантона Берн га је оспорила 15. маја; честитали су Нему на победи и објавили да подржавају организацију такмичења у Берну. У међувремену, објављено је да је скупштина града Цириха имала састанак „високог приоритета” како би разговарали о уласку у натицање. Дана 14. маја, Лозана, домаћин такмичења 1989, објавила је да неће ући у натицање, због мањка инфраструктуре за такмичење. Дана 15. маја, Бил/Бјен, град из ког Немо потиче, објављује заинтересованост да буде повезан са такмичењем, као и да буде његов ко-домаћин. Дана 17. маја, локална влада у Фрибургу је објавила да разматра потенцијални предлог за улазак у натицање. Дана 5. јуна, влада Базел-града је објавила да ће ући у натицање, а да су Санкт Џакобсхала и Санкт Џакобпарк могућа места одржавања. Дан касније, општине Бил/Бјен и Берн су објавиле могућ заједнички улазак у натицање. Дана 12. јуна, Санкт Гален објављује да не улази у натицање због неиспуњавања услова за одржавање такмичења.
Само натицање је почело у недељи 27. маја 2024, објављујући списак услова који морају бити испуњени за заинтересоване градове. Базел, Берн, Женева и Цирих су градови који су званично исказали заинтересованост за домаћина, а SRG SSR је поставио рок за 28. јун да се понуде финализују. Представници емитера домаћина су посетили градове домаћине и проценили њихове понуде и одабрали два за ужи списак. Дана 19. јула је објављено да су за ужи списак одабрани Базел и Женева. Дана 30. августа у 10.00ч CEST објављено је да ће Базел бити град домаћин.
Легенда:

 †  Град домаћин
 *  Ужа листа
 ^  Предали понуде
| Град              | Арена                  | Коментари | Реф.                 |
| ----------------- | ---------------------- | --- | -------------------- |
| Базел †           | Санкт Џакобпарк        | Домаћин финала УЕФА Лиге Европе 2015/16. и домаћин УЕФА првенства за жене 2025. Предлог зависи од конструкције крова преко стадиона. | [ 7 ] [ 27 ] [ 28 ]  |
| Базел †           | Санкт Џакобсхала       | Домаћин годишњег АТП Базел. | [ 7 ] [ 27 ] [ 28 ]  |
| Берн и Бил/Бјен ^ | Арена „Neue Festhalle” | Предлог заснован око нове арене која ће бити завршена у марту 2025. Заједнички предлог градова Берн и Бил/Бјен.                      | [ 26 ] [ 29 ] [ 30 ] |
| Женева *          | Палекспо               | Домаћин бившег Женевског међународног сајма аутомобила. Домаћин полуфинала Дејвис купа 2014. и Лавер купа 2019.                      | [ 31 ]               |
| Санкт Гален       | Хала Олма              | — | [ 8 ] [ 32 ]         |
| Цирих ^           | Арена „Hallenstadion”  | Домаћин Цирих опена од 1993. до 2008.                                                                                                | [ 33 ]               |
| Цирих ^           | Арена „Swiss Life”     | — | [ 33 ]               |

## Земље учеснице
Да би одређена држава могла да стекне право учешћа на избору за Песму Евровизије, она мора да буде активна чланица Европске радиодифузне уније (ЕБУ).‍ ЕБУ је послао позив за учешће на Песми Евровизије 2025. године свим активним члановима, којих пред такмичење 2025. има у 56 држава.
Дана 12. децембра 2024. године ЕБУ је првобитно објавила да ће на такмичењу 2025. учествовати 38 земаља. Црна Гора ће се вратити на такмичење након двогодишње паузе. 22. јануара 2025, објављено је да се Молдавија неће такмичити на такмичењу из финансијских разлога; тиме је број учесника смањен на 37.
| Држава               | Емитер               | Извођач(и)          | Песма                         | Језик                          | Аутор(и) |
| -------------------- | -------------------- | ------------------- | ----------------------------- | ------------------------------ | --- |
| Азербејџан           | ИТВ                  | Mamagama            | Run With U                    | енглески                       | Хасан Хајадар Роман Зи Сефаел Мишијев                                                                                           |
| Албанија             | РТШ                  | Shkodra Elektronike | Zjerm                         | албански                       | Беатрис Ђерђи Леке Ђелоши |
| Аустралија           | СБС                  | Go-Jo               | Milkshake Man                 | енглески                       | Ејми Шепард Џорџ Шепард Џејсон Бовино Марти Замбото                                                                             |
| Аустрија             | ОРФ                  | ЈЈ                  | Wasted Love                   | енглески                       | Јоханес Пиеч Теодора Шпирић Томас Турнер                                                                                        |
| Белгија              | ВРТ                  | Ред Себастијан      | Strobe Lights                 | енглески                       | Амера Ролантс Били Бентејн Сеп Хереман Виљем Вандерштихел                                                                       |
| Грузија              | ГПБ                  | Маријам Шенгелија   | Freedom                       | грузијски, енглески            | Бука Картозија Кети Габисијани                                                                                                  |
| Грчка                | ЕРТ                  | Клавдија            | Asteromáta (Αστερομάτα)       | грчки                          | Arcade |
| Данска               | ДР                   | Сисал               | Hallucination                 | енглески                       | Крис Роде-Фриск Лина Спангсберг Линеа Мери Хансдотир Деб [ ] Малте Јохансен Маркус Винтер-Џон Мелани Габријела Хајрапетијан [ ] |
| Естонија             | ЕРР                  | Tommy Cash          | Espresso macchiato            | енглески италијански           | Томас Тамеметс [ ] Јоханес Наукаринен                                                                                           |
| Израел               | ИПБК/Кан             | Јувал Рафаел        | New Day Will Rise             | енглески, француски, хебрејски | Керен Пелес |
| Ирска                | РТЕ                  | Еми                 | Laika Party                   | енглески                       | Еми Кристин Гутулсруд Кристијансен Ерленд Гутулсруд Кристијансен Хенрик Ерстлунд Лариса Торми Трулс Маријус Ара                 |
| Исланд               | РУВ                  | Væb                 | Róa                           | исландски                      | Гунар Бјорн Гунарсон Халфдан Хелги Матијасон Инги Бор Гардарсон Матијас Давид Матијасон                                         |
| Италија              | Раи                  | Лучо Корси          | Volevo essere un duro         | италијански                    | Лучо Корси Томасо Отомано |
| Јерменија            | АМПТВ                | Парг                | Survivor                      | енглески                       | Алекс Вилке Армен Паул Бењамин Аласу Ева Восканјан Џошуа Куран Мартин Морадјан Паргев Варданјан Томас Џисон                     |
| Кипар                | РИК                  | Тео Еван            | Shh                           | енглески                       | Димитрис Контопулос Елса Селесвик Лас Ниман Линда Дејл                                                                          |
| Летонија             | ЛСМ                  | Tautumeitas         | Bur man laimi                 | летонски                       | Аснате Ранцане Аурелија Ранцане Габријела Зваигзните Лаура Лиците                                                               |
| Литванија            | ЛРТ                  | Katarsis            | Tavo akys                     | литвански                      | Лукас Радзевичиус |
| Луксембург           | РТЛ                  | Лаура Торн          | La poupée monte le son        | француски                      | Џулијен Салвија Лудовиц-Александре Видал                                                                                        |
| Малта                | ПБС                  | Миријана Конте      | Serving                       | енглески                       | Бењамин Шмид Метју Мерциеса Миријана Конте Сара Евелин Фулертон                                                                 |
| Немачка              | НДР                  | Abor & Tynna        | Baller                        | немачки                        | Александер Хауер Атила Борнемиза Тинде Борнемиза                                                                                |
| Норвешка             | НРК                  | Кајл Алесандро      | Lighter                       | енглески                       | Кајл Алесандро Адам Вудс [ ] |
| Пољска               | ТВП                  | Јустина Стечковска  |                               | пољски, енглески               | Доминик Бучковски-Војташек [ ] Емилијан Валучовски [ ] Јустина Стечковска Патрик Кумор [ ]                                      |
| Португал             | РТП                  | Napa                | Deslocado                     | португалски                    | Јоао Лозуренчо Гомез Јоао Родригез Диого Гоиз Франциско Соуса Андре Сантос Гиљерме Гомез                                        |
| Сан Марино           | СМРТВ                | Габри Понте         | Tutta l'Italia                | италијански                    | Андреа Бономо [ ] Едвин Робертс [ ] Габри Понте                                                                                 |
| Словенија            | РТВ СЛО              | Клемен              | How Much Time Do We Have Left | енглески                       | Клемен Слакоња Маја Слатиншек [ ] Рајан Смол                                                                                    |
| Србија               | РТС                  | Принц               | Мила                          | српски                         | Душан Бачић |
| Уједињено Краљевство | ББЦ                  | Remember Monday     | What The Hell Just Happened   | енглески                       | Шарлот Стил Холи-Ен Хул Џули Агард Кес Камара Лорен Берн Сем Бренан Томас Стенгард Том Холингс                                  |
| Украјина             | Суспиљне             | Ziferblat           | Bird of Pray                  | енглески, украјински           | Валентин Лешчински Данило Лешчински Федир Кодаков                                                                               |
| Финска               | Уле                  | Ерика Викман        | Ich komme                     | фински                         | Кристел Русберг [ ] Јори Русберг [ ]                                                                                            |
| Француска            | Француска телевизија | Луан                | Maman                         | француски                      | Луан Тристан Салвати |
| Холандија            | АВРОТРОС             | Клод                | C'est la vie                  | француски, енглески            | Арно Крабман [ ] Клод Кијамбе [ ] Јорем ван дер Ворт Лион Палмен                                                                |
| Хрватска             | ХРТ                  | Марко Бошњак        | Poison Cake                   | енглески                       | Бас Висинк Бен Пајн Ема Гејл Филип Мајдак Марко Бошњак                                                                          |
| Црна Гора            | РТЦГ                 | Нина Жижић          | Добродошли                    | црногорски                     | Борис Суботић Виолета Михајловска Милић Дарко Димитров                                                                          |
| Чешка                | ЧТ                   | Adonxs              | Kiss Kiss Goodbye             | енглески                       | Адам Павловчин Адриано Лопес да Силва Џорџ Мастерс-Кларк Инес Кулон Лоренцо Калво Михаела Харватова Роналд Јанечек              |
| Швајцарска           | СРГ ССР              | Зое Ме              | Voyage                        | француски                      | Зои Алина Креслер |
| Шведска              | СВТ                  | KAJ                 | Bara bada bastu               | шведски                        | Андерз Вретов Аксел Охман [ ] Јакоб Норгерд Кевин Холстрем Кристофер Штрандберг Роберт Сковронски [ ]                           |
| Шпанија              | РТВЕ                 | Мелоди              | Esa diva                      | шпански                        | Алберто Лорите Џој Деб Хуан Суеиро Мелодија Руиз Питер Бострем Томас Џисон                                                      |

### Извођачи који су учествовали раније
| Извођач(и)         | Држава    | Коментар                                                                     | Реф.   |
| ------------------ | --------- | ---------------------------------------------------------------------------- | ------ |
| Нина Жижић         | Црна Гора | Представљала је Црну Гору 2013. са песмом Игранка заједно са групом Who See. | [ 40 ] |
| Јустина Стечковска | Пољска    | Представљала је Пољску 1995. са песмом Sama.                                 | [ 41 ] |

### Остале земље

#### Активне чланице ЕБУ
- Андора – 26. јуна 2024, Радио Телевизија Андоре је потврдила да неће учествовати на такмичењу 2025. године.[42]
- Босна и Херцеговина – У свом програму емитовања за 2024, БХРТ је изнео своје планове за идућу годину, укључујући изјаву да је „крајње вријеме да се размотри могућност враћања представника БиХ на Еуросонг 2025.”[43] Касније је БХРТ потврдио да БиХ из истих разлога као и ранијих година неће учествовати на такмичењу 2025. године.[44]
- Молдавија – Молдавски емитер ТРМ је првобитно потврдио своју намеру да учествује на такмичењу 16. новембра 2024. и истог дана објавио план да одржи национално финале Etapa națională 2025 да одабере своју песму.[45][46] Дана 22. јануара, четири дана после одржавања аудиција уживо које су део националног избора, TRM је објавио да ће се повући са такмичења, наводећи „економске, административне и уметничке изазове” и „смањење интереса јавности и квалитета песама и наступа” на националном финалу. Додато је да ће се ревидирати начин избора у будућности.[37]
- Словачка – 12. августа 2024, Радио Телевизија Словачке је потврдила да неће учествовати на такмичењу 2025. године.[47]

Земље које су учествовале ранијих година али се нису нашле на списку учесника за такмичење 2025. су:
- Бугарска
- Мароко
- Мађарска
- Монако
- Румунија
- Северна Македонија
- Турска

Земље које су учествовале ранијих година, али нису чланице ЕБУ те им је онемогућено учешће на такмичењу 2025. су:
- Белорусија
- Русија

## Продукција и формат
Такмичење ће бити продуцирано од стране Швајцарске емитерске корпорације (SRG SSR). Главни састав продукције су чинили: Рето Периц и Мориц Штадлер као извршни продуценти, и Ивес Шиферле као главни руководећи продуцент. Кристер Бјеркман је био шеф такмичења, док је Тобијас Оберг био шеф продукције; у тиму су били и Нађа Бурхарт-Тракол као шефица догађаја, Манфред Винц као шеф финансија, Аурора Шатард као шефица обезбеђења и Кевин Штубер као шефа правног тима.
Организација је реконструисана; ЕБУ је ово најавио 1. јула 2024. након контроверзи које су пратиле такмичење 2024. године. Два нова места у продукцијском тиму су уведена: директор такмичења и главни руководећи орган у брендирању и комерцијали. Мартин Грин, који је био директор менаџмента на такмичењу 2023, је запослен као директор Песме Евровизије. Као одговор на последице дисквалификације холандског представника на такмичењу 2024. године, ЕБУ је забранио снимање учесника иза сцене без дозволе шефа њихових делегација. Списак правила и препорука о понашању ће бити кодификован и примењиван.
Извршни одбор града Базела је издвојио 35 милиона швајцарских франака (око 37.3 милиона евра) за организацију такмичења.

### Графички дизајн и изглед сцене
Дана 16. децембра 2024, SRG SSR је представио графички дизајн такмичења. Дизајниран од стране арт директора емитера Артура Дејнова, представља минијатуре "евровизијског срца" које су стављене да емулирају пиксел ефекат; он симболизује "милионе људи који су уједињени такмичењем како би слушали и славили заједно".
Другу годину заредом, Флоријан Видер је дизајнер сцене такмичења који је такође претходно радио на седам претходних такмичења. Сцена је инспирисана швајцарским планинама и лингвистичком разноликошћу, која је симболично представљена кроз централно проширење, где је сателитска сцена стављена усред публике.

### Водитељи
Швајцарска комичарка Хејзел Бругер и учесница такмичења представљаући Швајцарску 1991. Сандра Штудер су биле презентерке све три вечери такмичења, док им се у финалу придружила швајцарско-италијанска водитељка Мишел Ханцигер. Јавно приказивање преноса финала у Санкт Џакобпарку су презентовали Свен Епини и Мелани Фрејмонд, који су и објавили поене швајцарског жирија из стадиона.

### Жреб за полуфинала
Жреб за полуфинала је одржан 28. јануара 2025. године у Базелу. Земље учеснице, сем директних финалиста (велике петорке и домаћин Швајцарска), су подељене у пет шешира, формираних на основу историјата размене поена међу државама у последњих 15 година, по чему су касније извучени учесници по полуфиналима. Домаћини церемоније су били Џенифер Босхард и Јан ван Дицхујзен, а као део церемоније је обављена предаја поклона од града од прошлогодишњег града домаћина, Малмеа, овогодишњем, Базелу.
Састав шешира је био следећи:‍
| Шешир број 1                                                                 | Шешир број 2                                                    | Шешир број 3                                                      | Шешир број 4                                            | Шешир број 5                                                 |
| ---------------------------------------------------------------------------- | --------------------------------------------------------------- | ----------------------------------------------------------------- | ------------------------------------------------------- | ------------------------------------------------------------ |
| - Белгија - Естонија - Летонија - Литванија - Луксембург - Холандија - Чешка | - Азербејџан - Грузија - Израел - Јерменија - Пољска - Украјина | - Албанија - Аустрија - Словенија - Србија - Хрватска - Црна Гора | - Грчка - Ирска - Кипар - Малта - Португал - Сан Марино | - Аустралија - Данска - Исланд - Норвешка - Финска - Шведска |

### Правила о заставама
Дански емитер ДР је први известио о променама правила за заставе 25. априла 2025. године. Државе учеснице смеју да приказују само заставе своје државе у званичним приликама, као што је на сцени, у зеленој соби, на тиркизном тепиху и у евровизијском селу, док је публици дозвољено да носе све заставе које су дозвољене швајцарским законима, као што су заставе поноса, застава Палестине и заставе Европске уније. Холандски емитер АВРОТРОС је прихватио одлуку, али изјавио да ће лобирати да се правила измене следеће године; емитер се састао са групом која се залаже за ЛГБТ+ права, која је забрану застава поноса на сцени назвала „невероватно сулудом”.

### Презентовање финалиста
Промене у начину објаве финалиста су објављене 12. маја 2025. За првих 9 финалиста, по 3 државе су прозиване, са подељеним екраном који приказује све 3, где једна пролази у финале, док су друге две још увек у такмичењу.

## Преглед такмичења

### Прво полуфинале
Прво полуфинале је одржано 13. маја 2025. у 21.00 ч. . Укупно 15 земаља је учествовало у првом полуфиналу. Право гласа су такође имали и публика из Италије, Швајцарске и Шпаније и земље које су део гласања „остатка света”. Поред учесника, италијански, шпански и швајцарски представници су извели своје песме између такмичарских песама.
Ово полуфинале је отворила трупа плесача, јодлара и свирача алпских рогова, који су изводили обраде победничких песама из претходних година: Tattoo (2023), Arcade (2019), Waterloo (1974) и The Code (2024). Наступи у ревијалном делу такмичења су били Made in Switzerland, музичка нумера у извођену презентерки такмичења Хазел Гругер и Сандре Штудер, која у ставља у фокус и сатирише стереотипе о Швајцарској, Швајцарцима и њиховим изумима, са гостујућим појављивањем Петре Меде, презентерке такмичења 2013, 2016. и 2024. Такође, победничку песму такмичења 1988, Ne partez pas sans moi су извели учесници такмичења 2024, Марина Сати (Грчка), Џери Хејл (Украјина), Јоланда (Португал) и Силвестер Белт (Литванија); Селин Дион, која песму изводи у оригиналу, се обратила публици у снимљеној поруци пре извођења песме. Вече је по објави финалиста затворио Јерген Олсен, победник такмичења 2000. са својим братом Нилсом Олсеном као део дуета Браћа Олсен, који је извео њихову победничку песму Fly on the Wings of Love, са измењеним речима које рефлектују слоган такмичења, „Уједињени музиком”.
Легенда
  Квалификанти
 ‡  Предквалификовани
| #‍  | Држава‍       | Извођач(и)‍          | Песма‍                         | Пласман           | Поени             |
| -- | ------------ | ------------------- | ----------------------------- | ----------------- | ----------------- |
| 01 | Исланд       | Væb                 | Róa                           | 6.                | 97                |
| 02 | Пољска       | Јустина Стечковска  |                               | 7.                | 85                |
| 03 | Словенија    | Клемен              | How Much Time Do We Have Left | 13.               | 23                |
| 04 | Естонија     | Tommy Cash          | Espresso macchiato            | 5.                | 113               |
| –  | Шпанија ‡    | Мелоди              | Esa diva                      | Предквалификовани | Предквалификовани |
| 05 | Украјина     |                     | Bird of Pray                  | 1.                | 137               |
| 06 | Шведска      |                     | Bara bada bastu               | 4.                | 118               |
| 07 | Португал     | Napa                | Deslocado                     | 9.                | 56                |
| 08 | Норвешка     | Кајл Александер     | Lighter                       | 8.                | 82                |
| 09 | Белгија      | Ред Себастијан      | Strobe Lights                 | 14.               | 23                |
| –  | Италија ‡    | Лучо Корси          | Volevo essere un duro         | Предквалификовани | Предквалификовани |
| 10 | Азербејџан   |                     | Run With U                    | 15.               | 7                 |
| 11 | Сан Марино   | Габри Понте         | Tutta l'Italia                | 10.               | 46                |
| 12 | Албанија     | Shkodra Elektronike | Zjerm                         | 2.                | 122               |
| 13 | Холандија    | Клод                | C'est la vie                  | 3.                | 121               |
| 14 | Хрватска     | Марко Бошњак        | Poison Cake                   | 12.               | 28                |
| –  | Швајцарска ‡ | Зое Ме              | Voyage                        | Предквалификовани | Предквалификовани |
| 15 | Кипар        | Тео Еван            | Shh                           | 11.               | 44                |

### Друго полуфинале
Друго полуфинале је одржано 15. маја 2025. у 21.00 ч. . Укупно 16 земаља је учествовало у другом полуфиналу. Право гласа су такође имали и публика из Немачке, Уједињеног Краљевства и Француске и земље које су део гласања „остатка света”. Поред учесника, британски, немачки и француски представници су извели своје песме између такмичарских песама.
Ово полуфинале је отварио монолог Филипа, фана Евровизије, који прича о стварима због којих воли такмичење. У ревијаном делу, четири бивша такмичара су извела своје песме за отказано такмичење 2020: Gjon's Tears са Répondez-moi (Швајцарска), The Roop са On Fire (Литванија), Ефенди са Cleopatra (Азербејџан) и Дестини са All of My Love (Малта). Такође, је обављен наступ у ком се презентују национални језици швајцарске – немачки, француски, италијански и романшки – праћени плесном трупом. Презентерка Сандра Штудер је затворила вече по објави финалиста извођењем победничке песме 1990, Insieme: 1992.
Легенда
  Квалификанти
 ‡  Предквалификовани
| #‍  | Држава‍                 | Извођач(и)‍        | Песма‍                        | Пласман           | Поени             |
| -- | ---------------------- | ----------------- | ---------------------------- | ----------------- | ----------------- |
| 01 | Аустралија             | Go-Jo             | Milkshake Man                | 11.               | 41                |
| 02 | Црна Гора              | Нина Жижић        | Добродошли                   | 16.               | 12                |
| 03 | Ирска                  | Еми               | Laika Party                  | 13.               | 28                |
| 04 | Летонија               |                   | Bur man laimi                | 2.                | 130               |
| 05 | Јерменија              | Парг              | Survivor                     | 10.               | 51                |
| 06 | Аустрија               | ЈЈ                | Wasted Love                  | 5.                | 104               |
| –  | Уједињено Краљевство ‡ | Remember Monday   | What The Hell Just Happened? | Предквалификовани | Предквалификовани |
| 07 | Грчка                  | Клавдија          | Asteromáta                   | 4.                | 112               |
| 08 | Литванија              |                   | Tavo akys                    | 6.                | 103               |
| 09 | Малта                  | Миријана Конте    | Serving                      | 9.                | 53                |
| 10 | Грузија                | Маријам Шенгелија | Freedom                      | 15.               | 28                |
| –  | Француска ‡            | Луан              | Maman                        | Предквалификовани | Предквалификовани |
| 11 | Данска                 | Сисал             | Hallucination                | 8.                | 61                |
| 12 | Чешка                  | [ VI ]            | Kiss Kiss Goodbye            | 12.               | 29                |
| 13 | Луксембург             | Лаура Торн        | La poupée monte le son       | 7.                | 62                |
| 14 | Израел                 | Јувал Рафаел      | New Day Will Rise            | 1.                | 203               |
| –  | Немачка ‡              | Abor & Tynna      | Baller                       | Предквалификовани | Предквалификовани |
| 15 | Србија                 | Принц             | Мила                         | 14.               | 28                |
| 16 | Финска                 | Ерика Викман      | Ich komme                    | 3.                | 115               |

### Финале
Финале се одржало 17. маја 2025. у 21.00 ч. . Укупно 26 земаља је учествовало у финалу, „велика петорка”, земља домаћин Швајцарска и по 10 најбољих их оба полуфинала. Право гласа је имало свих 37 држава учесница, кроз жири и телегласање, као и земље које су део гласања „остатка света” телегласањем.
Легенда
  Победник
| #‍  | Држава‍               | Извођач(и)‍          | Песма‍                        | Пласман | Поени |
| -- | -------------------- | ------------------- | ---------------------------- | ------- | ----- |
| 01 | Норвешка             | Кајл Алесандро      | Lighter                      | 18.     | 89    |
| 02 | Луксембург           | Лаура Торн          | La poupée monte le son       | 22.     | 47    |
| 03 | Естонија             | Tommy Cash          | Espresso macchiato           | 3.      | 356   |
| 04 | Израел               | Јувал Рафаел        | New Day Will Rise            | 2.      | 357   |
| 05 | Литванија            |                     | Tavo akys                    | 16.     | 96    |
| 06 | Шпанија              | Мелоди              | Esa diva                     | 24.     | 37    |
| 07 | Украјина             |                     | Bird of Pray                 | 9.      | 218   |
| 08 | Уједињено Краљевство | Remember Monday     | What The Hell Just Happened? | 19.     | 88    |
| 09 | Аустрија             | ЈЈ                  | Wasted Love                  | 1.      | 436   |
| 10 | Исланд               | Væb                 | Róa                          | 25.     | 33    |
| 11 | Летонија             |                     | Bur man laimi                | 13.     | 158   |
| 12 | Холандија            | Клод                | C'est la vie                 | 12.     | 175   |
| 13 | Финска               | Ерика Викман        | Ich komme                    | 11.     | 196   |
| 14 | Италија              | Лучо Корси          | Volevo essere un duro        | 5.      | 256   |
| 15 | Пољска               | Јустина Стечковска  |                              | 14.     | 156   |
| 16 | Немачка              | Abor & Tynna        | Baller                       | 15.     | 151   |
| 17 | Грчка                | Клавдија            | Asteromáta                   | 6.      | 231   |
| 18 | Јерменија            | Парг                | Survivor                     | 20.     | 72    |
| 19 | Швајцарска           | Зое Ме              | Voyage                       | 10.     | 214   |
| 20 | Малта                | Миријана Конте      | Serving                      | 17.     | 91    |
| 21 | Португал             | Napa                | Deslocado                    | 21.     | 50    |
| 22 | Данска               | Сисал               | Hallucination                | 23.     | 47    |
| 23 | Шведска              |                     | Bara bada bastu              | 4.      | 321   |
| 24 | Француска            | Луан                | Maman                        | 7.      | 230   |
| 25 | Сан Марино           | Габри Понте         | Tutta l'Italia               | 26.     | 27    |
| 26 | Албанија             | Shkodra Elektronike | Zjerm                        | 8.      | 218   |

## Резултати

### Резултати првог полуфинала
Свих десет финалиста је одлучено гласањем публике, као и гласањем жирија из Сан Марина, пошто та држава не може да достави валидне резултате гласања публике. Свих 15 земаља учесница овог полуфинала је имало право гласа у овом полуфиналу, као и публика из Италије, Швајцарске и Шпаније. Све земље које су део гласања „остатка света” су такође гласале. Земље које су прошле у финале су објављене насумичним редоследом. 
| Начин гласања: Жири Телегласање | Начин гласања: Жири Телегласање | Укупан бр. поена | Државе које гласају | Државе које гласају | Државе које гласају | Државе које гласају | Државе које гласају | Државе које гласају | Државе које гласају | Државе које гласају | Државе које гласају | Државе које гласају | Државе које гласају | Државе које гласају | Државе које гласају | Државе које гласају | Државе које гласају | Државе које гласају | Државе које гласају | Државе које гласају | Државе које гласају |
| Начин гласања: Жири Телегласање | Начин гласања: Жири Телегласање | Укупан бр. поена | Шведска             | Азербејџан          | Холандија           | Словенија           | Сан Марино          | Украјина            | Норвешка            | Италија             | Португал            | Хрватска            | Пољска              | Шпанија             | Белгија             | Албанија            | Исланд              | Кипар               | Естонија            | Швајцарска          | Остатак света       |
| Начин гласања: Жири Телегласање | Начин гласања: Жири Телегласање | Укупан бр. поена |                     |                     |                     |                     |                     |                     |                     |                     |                     |                     |                     |                     |                     |                     |                     |                     |                     |                     |                     |
| Такмичари                       | Исланд                          | 97               | 12                  |                     | 10                  | 5                   |                     | 2                   | 8                   | 4                   | 2                   | 7                   | 6                   | 5                   | 5                   | 5                   |                     | 7                   | 7                   | 4                   | 8                   |
| Такмичари                       | Пољска                          | 85               | 7                   | 1                   | 12                  |                     |                     | 5                   | 7                   | 3                   | 4                   | 1                   |                     | 10                  | 10                  | 2                   | 7                   | 4                   |                     | 6                   | 6                   |
| Такмичари                       | Словенија                       | 23               |                     | 2                   |                     |                     | 8                   | 1                   | 1                   |                     |                     | 6                   |                     |                     |                     | 1                   |                     | 1                   | 3                   |                     |                     |
| Такмичари                       | Естонија                        | 113              | 6                   | 10                  | 6                   | 1                   | 10                  | 3                   | 6                   | 8                   | 6                   | 12                  | 8                   | 4                   | 4                   | 8                   | 6                   | 8                   |                     | 3                   | 4                   |
| Такмичари                       | Украјина                        | 137              | 4                   | 7                   | 8                   | 8                   | 6                   |                     | 5                   | 7                   | 12                  | 4                   | 12                  | 12                  | 6                   | 10                  | 4                   | 12                  | 8                   | 2                   | 10                  |
| Такмичари                       | Шведска                         | 118              |                     | 4                   | 7                   | 4                   |                     | 4                   | 12                  | 6                   | 7                   | 8                   | 7                   | 2                   | 8                   | 6                   | 12                  | 5                   | 12                  | 7                   | 7                   |
| Такмичари                       | Португал                        | 56               | 2                   |                     | 3                   | 3                   | 4                   | 7                   | 3                   | 1                   |                     |                     | 3                   | 7                   | 3                   |                     | 1                   |                     | 6                   | 8                   | 5                   |
| Такмичари                       | Норвешка                        | 82               | 5                   | 8                   | 2                   | 2                   |                     | 12                  |                     | 2                   | 3                   | 5                   | 5                   | 8                   | 2                   | 3                   | 10                  | 6                   | 5                   | 1                   | 3                   |
| Такмичари                       | Белгија                         | 23               |                     |                     | 5                   |                     | 12                  |                     |                     |                     |                     |                     |                     |                     |                     |                     | 5                   |                     | 1                   |                     |                     |
| Такмичари                       | Азербејџан                      | 7                |                     |                     |                     |                     | 7                   |                     |                     |                     |                     |                     |                     |                     |                     |                     |                     |                     |                     |                     |                     |
| Такмичари                       | Сан Марино                      | 46               | 3                   | 5                   |                     |                     |                     |                     | 2                   | 12                  | 1                   | 2                   | 1                   | 1                   | 1                   | 4                   | 3                   | 2                   | 4                   | 5                   |                     |
| Такмичари                       | Албанија                        | 122              | 10                  | 6                   | 4                   | 7                   | 1                   | 10                  | 4                   | 10                  | 8                   | 10                  | 10                  | 6                   | 7                   |                     | 2                   | 3                   | 2                   | 10                  | 12                  |
| Такмичари                       | Холандија                       | 121              | 8                   | 3                   |                     | 6                   | 3                   | 6                   | 10                  | 5                   | 10                  | 3                   | 4                   | 3                   | 12                  | 7                   | 8                   | 10                  | 10                  | 12                  | 1                   |
| Такмичари                       | Хрватска                        | 28               | 1                   |                     | 1                   | 12                  | 2                   | 8                   |                     |                     |                     |                     | 2                   |                     |                     |                     |                     |                     |                     |                     | 2                   |
| Такмичари                       | Кипар                           | 44               |                     | 12                  |                     | 10                  | 5                   |                     |                     |                     | 5                   |                     |                     |                     |                     | 12                  |                     |                     |                     |                     |                     |

#### 12 поена у првом полуфиналу
| Број добијених 12 поена | Земље које добијају 12 поена | Земље које дају 12 поена              |
| ----------------------- | ---------------------------- | ------------------------------------- |
| 4                       | Украјина                     | - Кипар - Шпанија - Пољска - Португал |
| 3                       | Шведска                      | - Естонија - Исланд - Норвешка        |
| 2                       | Кипар                        | - Албанија - Азербејџан               |
| 2                       | Холандија                    | - Белгија - Швајцарска                |
| 1                       | Албанија                     | Остатак света                         |
| 1                       | Белгија                      | Сан Марино                            |
| 1                       | Естонија                     | Хрватска                              |
| 1                       | Исланд                       | Шведска                               |
| 1                       | Норвешка                     | Украјина                              |
| 1                       | Пољска                       | Холандија                             |
| 1                       | Сан Марино                   | Италија                               |
| 1                       | Хрватска                     | Словенија                             |

### Резултати другог полуфинала
Свих десет финалиста је одлучено гласањем публике. Свих 16 земаља учесница овог полуфинала је имало право гласа у овом полуфиналу, као и публика из Немачке, Уједињеног Краљевства и Француске. Све земље које су део гласања „остатка света” су такође гласале. Земље које су прошле у финале су објављене насумичним редоследом. 
| Начин гласања: Телегласање | Начин гласања: Телегласање | Укупан бр. поена | Државе које гласају | Државе које гласају | Државе које гласају | Државе које гласају | Државе које гласају | Државе које гласају | Државе које гласају | Државе које гласају | Државе које гласају | Државе које гласају | Државе које гласају | Државе које гласају | Државе које гласају  | Државе које гласају | Државе које гласају | Државе које гласају | Државе које гласају | Државе које гласају | Државе које гласају | Државе које гласају |
| Начин гласања: Телегласање | Начин гласања: Телегласање | Укупан бр. поена | Малта               | Јерменија           | Луксембург          | Аустрија            | Француска           | Данска              | Летонија            | Ирска               | Црна Гора           | Грчка               | Србија              | Чешка               | Уједињено Краљевство | Финска              | Аустралија          | Немачка             | Израел              | Литванија           | Грузија             | Остатак света       |
| Начин гласања: Телегласање | Начин гласања: Телегласање | Укупан бр. поена |                     |                     |                     |                     |                     |                     |                     |                     |                     |                     |                     |                     |                      |                     |                     |                     |                     |                     |                     |                     |
| Такмичари                  | Аустралија                 | 41               | 5                   |                     |                     | 2                   |                     | 3                   | 6                   | 3                   |                     |                     |                     | 1                   | 5                    | 5                   |                     | 2                   |                     | 6                   | 1                   | 2                   |
| Такмичари                  | Црна Гора                  | 12               |                     |                     |                     |                     |                     |                     |                     |                     |                     |                     | 12                  |                     |                      |                     |                     |                     |                     |                     |                     |                     |
| Такмичари                  | Ирска                      | 28               | 6                   |                     | 2                   |                     |                     | 2                   | 4                   |                     |                     |                     |                     |                     | 7                    | 2                   | 2                   |                     |                     | 2                   |                     | 1                   |
| Такмичари                  | Летонија                   | 130              | 3                   | 4                   | 7                   | 8                   | 6                   | 8                   |                     | 8                   | 3                   | 3                   | 4                   | 10                  | 8                    | 10                  | 7                   | 8                   | 4                   | 12                  | 7                   | 10                  |
| Такмичари                  | Јерменија                  | 51               | 1                   |                     |                     |                     | 8                   |                     | 1                   |                     |                     | 8                   | 1                   | 3                   |                      |                     |                     |                     | 12                  | 5                   | 12                  |                     |
| Такмичари                  | Аустрија                   | 104              | 7                   | 8                   | 4                   |                     | 1                   | 7                   | 7                   | 6                   | 7                   | 10                  | 6                   | 6                   |                      | 7                   | 3                   | 5                   | 6                   | 8                   | 6                   |                     |
| Такмичари                  | Грчка                      | 112              | 8                   | 12                  | 10                  | 7                   | 7                   | 4                   |                     | 1                   | 10                  |                     | 10                  | 4                   | 3                    | 1                   | 5                   | 10                  | 8                   |                     | 5                   | 7                   |
| Такмичари                  | Литванија                  | 103              | 2                   | 1                   | 8                   |                     | 5                   | 6                   | 12                  | 10                  | 5                   | 4                   | 5                   | 8                   | 10                   | 6                   | 1                   | 7                   |                     |                     | 8                   | 5                   |
| Такмичари                  | Малта                      | 53               |                     | 7                   | 3                   | 1                   |                     | 1                   |                     | 4                   | 4                   | 6                   | 2                   | 2                   | 2                    | 3                   | 8                   |                     | 5                   |                     | 2                   | 3                   |
| Такмичари                  | Грузија                    | 28               |                     | 10                  |                     |                     |                     |                     | 3                   |                     |                     | 5                   |                     |                     |                      |                     |                     |                     | 7                   | 3                   |                     |                     |
| Такмичари                  | Данска                     | 61               | 4                   | 3                   | 1                   | 3                   | 3                   |                     | 2                   | 5                   | 2                   |                     |                     | 5                   | 6                    | 8                   | 6                   | 4                   | 1                   | 4                   |                     | 4                   |
| Такмичари                  | Чешка                      | 29               |                     | 5                   | 5                   | 5                   |                     |                     |                     |                     |                     |                     |                     |                     |                      |                     |                     |                     | 3                   |                     | 3                   | 8                   |
| Такмичари                  | Луксембург                 | 62               |                     |                     |                     | 6                   | 10                  | 5                   | 5                   | 2                   | 1                   | 7                   | 3                   |                     | 1                    | 4                   | 4                   | 3                   | 10                  | 1                   |                     |                     |
| Такмичари                  | Израел                     | 203              | 12                  | 2                   | 12                  | 12                  | 12                  | 12                  | 10                  | 12                  | 8                   | 12                  | 7                   | 12                  | 12                   | 12                  | 12                  | 12                  |                     | 10                  | 10                  | 12                  |
| Такмичари                  | Србија                     | 28               |                     |                     |                     | 10                  | 4                   |                     |                     |                     | 12                  | 1                   |                     |                     |                      |                     |                     | 1                   |                     |                     |                     |                     |
| Такмичари                  | Финска                     | 115              | 10                  | 6                   | 6                   | 4                   | 2                   | 10                  | 8                   | 7                   | 6                   | 2                   | 8                   | 7                   | 4                    |                     | 10                  | 6                   | 2                   | 7                   | 4                   | 6                   |

#### 12 поена у другом полуфиналу
| Број добијених 12 поена | Земље које добијају 12 поена | Земље које дају 12 поена |
| ----------------------- | ---------------------------- | --- |
| 13                      | Израел                       | - Аустралија - Аустрија - Чешка - Данска - Финска - Француска - Немачка - Грчка - Ирска - Луксембург - Малта - Уједињено Краљевство - Остатак света |
| 2                       | Јерменија                    | - Израел - Грузија |
| 1                       | Грчка                        | Јерменија |
| 1                       | Летонија                     | Литванија |
| 1                       | Литванија                    | Летонија |
| 1                       | Србија                       | Црна Гора |
| 1                       | Црна Гора                    | Србија |

### Резултати финала
| Пласман | Комбиновано          | Комбиновано | Жири                 | Жири  | Телегласање          | Телегласање |
| Пласман | Држава               | Поени       | Држава               | Поени | Држава               | Поени       |
| ------- | -------------------- | ----------- | -------------------- | ----- | -------------------- | ----------- |
| 1.      | Аустрија             | 436         | Аустрија             | 258   | Израел               | 297         |
| 2.      | Израел               | 357         | Швајцарска           | 214   | Естонија             | 258         |
| 3.      | Естонија             | 356         | Француска            | 180   | Шведска              | 195         |
| 4.      | Шведска              | 321         | Италија              | 159   | Аустрија             | 178         |
| 5.      | Италија              | 256         | Холандија            | 133   | Албанија             | 173         |
| 6.      | Грчка                | 231         | Шведска              | 126   | Украјина             | 158         |
| 7.      | Француска            | 230         | Летонија             | 116   | Пољска               | 139         |
| 8.      | Албанија             | 218         | Грчка                | 105   | Грчка                | 126         |
| 9.      | Украјина             | 218         | Естонија             | 98    | Финска               | 108         |
| 10.     | Швајцарска           | 214         | Уједињено Краљевство | 88    | Италија              | 97          |
| 11.     | Финска               | 196         | Финска               | 88    | Немачка              | 74          |
| 12.     | Холандија            | 175         | Малта                | 83    | Норвешка             | 67          |
| 13.     | Летонија             | 158         | Немачка              | 77    | Литванија            | 62          |
| 14.     | Пољска               | 156         | Украјина             | 60    | Француска            | 50          |
| 15.     | Немачка              | 151         | Израел               | 60    | Холандија            | 42          |
| 16.     | Литванија            | 96          | Албанија             | 45    | Летонија             | 42          |
| 17.     | Малта                | 91          | Данска               | 45    | Исланд               | 33          |
| 18.     | Норвешка             | 89          | Јерменија            | 42    | Јерменија            | 30          |
| 19.     | Уједињено Краљевство | 88          | Португалија          | 37    | Луксембург           | 24          |
| 20.     | Јерменија            | 72          | Литванија            | 34    | Сан Марино           | 18          |
| 21.     | Португалија          | 50          | Шпанија              | 27    | Португалија          | 13          |
| 22.     | Луксембург           | 47          | Луксембург           | 23    | Шпанија              | 10          |
| 23.     | Данска               | 47          | Норвешка             | 22    | Малта                | 8           |
| 24.     | Шпанија              | 37          | Пољска               | 17    | Данска               | 2           |
| 25.     | Исланд               | 33          | Сан Марино           | 9     | Уједињено Краљевство | 0           |
| 26.     | Сан Марино           | 27          | Исланд               | 0     | Швајцарска           | 0           |

| Начин гласања: Жири Телегласање | Начин гласања: Жири Телегласање | Збиран број поена | Укупно поена жирија | Укупно поена теле | Државе које гласају | Државе које гласају | Државе које гласају | Државе које гласају | Државе које гласају | Државе које гласају | Државе које гласају | Државе које гласају | Државе које гласају | Државе које гласају | Државе које гласају | Државе које гласају | Државе које гласају | Државе које гласају | Државе које гласају | Државе које гласају | Државе које гласају | Државе које гласају | Државе које гласају | Државе које гласају | Државе које гласају | Државе које гласају | Државе које гласају | Државе које гласају  | Државе које гласају | Државе које гласају | Државе које гласају | Државе које гласају | Државе које гласају | Државе које гласају | Државе које гласају | Државе које гласају | Државе које гласају | Државе које гласају | Државе које гласају | Државе које гласају | Државе које гласају |
| Начин гласања: Жири Телегласање | Начин гласања: Жири Телегласање | Збиран број поена | Укупно поена жирија | Укупно поена теле | Шведска             | Азербејџан          | Малта               | Холандија           | Словенија           | Јерменија           | Луксембург          | Сан Марино          | Украјина            | Норвешка            | Аустрија            | Француска           | Италија             | Португал            | Данска              | Хрватска            | Летонија            | Ирска               | Пољска              | Црна Гора           | Грчка               | Србија              | Чешка               | Уједињено Краљевство | Шпанија             | Финска              | Аустралија          | Немачка             | Белгија             | Израел              | Албанија            | Литванија           | Исланд              | Грузија             | Кипар               | Естонија            | Швајцарска          |
| Начин гласања: Жири Телегласање | Начин гласања: Жири Телегласање | Збиран број поена |                     |                   |                     |                     |                     |                     |                     |                     |                     |                     |                     |                     |                     |                     |                     |                     |                     |                     |                     |                     |                     |                     |                     |                     |                     |                      |                     |                     |                     |                     |                     |                     |                     |                     |                     |                     |                     |                     |                     |
| Такмичари                       | Норвешка                        | 89                | 22                  | 67                | 4                   |                     |                     |                     | 2                   |                     |                     |                     |                     |                     |                     |                     |                     |                     |                     | 1                   |                     | 6                   | 2                   |                     |                     |                     | 6                   |                      |                     |                     |                     | 1                   |                     |                     |                     |                     |                     |                     |                     |                     |                     |
| Такмичари                       | Луксембург                      | 47                | 23                  | 24                |                     |                     |                     | 6                   |                     |                     |                     |                     | 3                   |                     | 1                   |                     |                     |                     |                     |                     | 3                   |                     |                     | 4                   |                     |                     |                     | 4                    |                     |                     |                     |                     |                     | 2                   |                     |                     |                     |                     |                     |                     |                     |
| Такмичари                       | Естонија                        | 356               | 98                  | 258               |                     | 7                   | 3                   |                     | 7                   | 2                   | 3                   | 7                   | 5                   | 4                   | 3                   |                     | 10                  | 3                   |                     | 5                   | 1                   |                     |                     |                     |                     | 3                   |                     | 3                    |                     | 4                   | 3                   |                     | 10                  |                     |                     | 7                   | 3                   |                     |                     |                     | 5                   |
| Такмичари                       | Израел                          | 357               | 60                  | 297               |                     | 12                  |                     | 5                   |                     |                     | 1                   |                     | 2                   |                     |                     | 7                   |                     |                     | 3                   | 6                   |                     | 7                   |                     |                     | 1                   |                     |                     |                      |                     | 2                   |                     | 3                   |                     |                     | 5                   |                     |                     | 1                   | 5                   |                     |                     |
| Такмичари                       | Литванија                       | 96                | 34                  | 62                |                     |                     |                     | 4                   |                     |                     |                     | 3                   |                     |                     |                     |                     |                     |                     |                     |                     | 7                   |                     | 6                   | 3                   |                     |                     | 5                   | 6                    |                     |                     |                     |                     |                     |                     |                     |                     |                     |                     |                     |                     |                     |
| Такмичари                       | Шпанија                         | 37                | 27                  | 10                | 2                   | 5                   | 5                   |                     |                     |                     |                     |                     |                     |                     |                     | 5                   |                     |                     |                     |                     |                     |                     |                     |                     |                     |                     |                     |                      |                     |                     |                     |                     |                     |                     | 10                  |                     |                     |                     |                     |                     |                     |
| Такмичари                       | Украјина                        | 218               | 60                  | 158               | 5                   | 8                   |                     |                     | 5                   | 4                   |                     | 4                   |                     | 1                   |                     |                     | 2                   | 8                   | 2                   | 2                   |                     |                     |                     |                     |                     | 4                   |                     |                      | 2                   |                     |                     |                     |                     | 4                   |                     | 2                   |                     | 6                   |                     |                     | 1                   |
| Такмичари                       | Уједињено Краљевство            | 88                | 88                  | 0                 |                     |                     |                     |                     |                     |                     | 6                   | 2                   | 10                  | 7                   | 7                   |                     | 12                  | 2                   | 4                   |                     |                     | 2                   | 1                   |                     |                     |                     | 10                  |                      | 6                   | 5                   |                     |                     |                     |                     |                     |                     | 5                   |                     |                     | 5                   | 4                   |
| Такмичари                       | Аустрија                        | 436               | 258                 | 178               | 12                  |                     | 7                   | 12                  | 10                  | 8                   | 10                  |                     | 1                   | 12                  |                     | 4                   |                     | 6                   | 5                   | 10                  | 12                  | 12                  | 7                   | 8                   | 10                  | 8                   |                     | 8                    | 7                   | 12                  | 7                   | 12                  | 12                  | 6                   | 7                   | 4                   | 8                   |                     | 7                   | 7                   | 7                   |
| Такмичари                       | Исланд                          | 33                | 0                   | 33                |                     |                     |                     |                     |                     |                     |                     |                     |                     |                     |                     |                     |                     |                     |                     |                     |                     |                     |                     |                     |                     |                     |                     |                      |                     |                     |                     |                     |                     |                     |                     |                     |                     |                     |                     |                     |                     |
| Такмичари                       | Летонија                        | 158               | 116                 | 42                |                     |                     |                     | 3                   |                     | 1                   | 2                   | 8                   | 6                   | 6                   | 4                   |                     |                     | 7                   | 12                  | 7                   |                     |                     |                     |                     |                     | 1                   |                     | 12                   |                     |                     | 10                  |                     | 7                   | 7                   |                     | 12                  |                     | 8                   |                     | 3                   |                     |
| Такмичари                       | Холандија                       | 175               | 133                 | 42                | 8                   | 3                   |                     |                     | 4                   | 3                   | 7                   |                     |                     | 5                   | 2                   | 3                   |                     | 5                   |                     |                     |                     | 10                  | 10                  | 2                   | 8                   |                     | 7                   |                      | 10                  |                     |                     |                     | 3                   |                     | 3                   | 8                   | 10                  | 7                   | 8                   | 1                   | 6                   |
| Такмичари                       | Финска                          | 196               | 88                  | 108               | 6                   |                     | 6                   |                     |                     | 10                  |                     |                     |                     | 8                   | 12                  |                     | 1                   |                     | 6                   |                     | 10                  | 4                   |                     |                     |                     |                     |                     | 5                    |                     |                     | 2                   |                     | 4                   |                     |                     |                     | 1                   |                     |                     | 10                  | 3                   |
| Такмичари                       | Италија                         | 256               | 159                 | 97                |                     | 10                  | 4                   |                     | 12                  |                     |                     | 12                  | 8                   |                     |                     | 6                   |                     | 12                  | 8                   | 12                  |                     |                     | 8                   |                     | 4                   |                     | 3                   |                      | 4                   |                     |                     | 5                   | 5                   | 3                   |                     | 10                  | 2                   | 12                  | 3                   | 4                   | 12                  |
| Такмичари                       | Пољска                          | 156               | 17                  | 139               |                     | 4                   |                     |                     |                     |                     |                     |                     |                     |                     |                     | 1                   |                     |                     |                     |                     |                     |                     |                     |                     |                     |                     |                     |                      |                     |                     | 5                   | 2                   | 2                   | 1                   |                     |                     |                     |                     |                     | 2                   |                     |
| Такмичари                       | Немачка                         | 151               | 77                  | 74                |                     | 2                   |                     |                     |                     |                     | 4                   |                     | 12                  |                     |                     |                     | 8                   |                     |                     |                     | 2                   |                     |                     |                     | 5                   | 10                  | 12                  |                      | 3                   | 1                   |                     |                     | 1                   | 10                  |                     | 5                   |                     | 2                   |                     |                     |                     |
| Такмичари                       | Грчка                           | 231               | 105                 | 126               |                     |                     | 10                  |                     |                     |                     |                     |                     |                     |                     |                     | 8                   |                     | 1                   |                     | 4                   |                     | 3                   | 4                   | 12                  |                     | 6                   |                     | 1                    |                     | 3                   | 12                  | 6                   |                     | 12                  | 6                   |                     |                     | 5                   | 12                  |                     |                     |
| Такмичари                       | Јерменија                       | 72                | 42                  | 30                |                     |                     | 12                  |                     |                     |                     |                     |                     |                     |                     |                     | 10                  |                     |                     | 1                   |                     | 4                   | 1                   |                     | 1                   | 3                   | 2                   |                     |                      |                     |                     |                     |                     |                     | 5                   |                     |                     |                     | 3                   |                     |                     |                     |
| Такмичари                       | Швајцарска                      | 214               | 214                 | 0                 | 10                  | 1                   | 2                   | 10                  | 8                   | 7                   | 8                   | 10                  | 7                   | 3                   |                     | 2                   | 4                   | 10                  | 10                  | 8                   | 8                   |                     | 12                  | 7                   | 6                   | 7                   |                     |                      | 12                  | 6                   | 1                   | 7                   | 8                   |                     | 8                   | 3                   | 7                   | 4                   | 6                   | 12                  |                     |
| Такмичари                       | Малта                           | 91                | 83                  | 8                 | 1                   |                     |                     |                     |                     | 5                   |                     | 1                   |                     |                     | 10                  |                     | 5                   |                     |                     |                     | 5                   | 6                   |                     | 5                   |                     |                     | 2                   | 7                    | 5                   | 7                   | 8                   | 8                   |                     | 8                   |                     |                     |                     |                     |                     |                     |                     |
| Такмичари                       | Португал                        | 50                | 37                  | 13                |                     | 6                   |                     | 7                   | 1                   |                     |                     | 6                   | 4                   |                     |                     |                     |                     |                     |                     |                     |                     |                     |                     |                     |                     |                     | 4                   |                      |                     |                     |                     |                     |                     |                     | 1                   | 6                   |                     |                     |                     |                     | 2                   |
| Такмичари                       | Данска                          | 47                | 45                  | 2                 |                     |                     |                     |                     |                     |                     |                     |                     |                     |                     | 8                   |                     | 7                   |                     |                     |                     |                     |                     |                     |                     |                     | 5                   | 1                   | 10                   |                     |                     | 4                   |                     |                     |                     |                     |                     |                     | 10                  |                     |                     |                     |
| Такмичари                       | Шведска                         | 321               | 126                 | 195               |                     |                     | 1                   | 8                   | 6                   | 6                   | 5                   |                     |                     | 10                  | 5                   |                     |                     |                     | 7                   | 3                   |                     | 5                   |                     |                     | 7                   |                     |                     |                      |                     | 10                  | 6                   | 4                   | 6                   |                     | 4                   | 1                   | 12                  |                     | 2                   | 8                   | 10                  |
| Такмичари                       | Француска                       | 230               | 180                 | 50                | 7                   |                     | 8                   | 2                   | 3                   | 12                  | 12                  | 5                   |                     | 2                   | 6                   |                     |                     |                     |                     |                     | 6                   | 8                   | 3                   | 6                   | 12                  | 12                  | 8                   | 2                    | 8                   | 8                   |                     | 10                  |                     |                     | 12                  |                     | 4                   |                     | 10                  | 6                   | 8                   |
| Такмичари                       | Сан Марино                      | 27                | 9                   | 18                |                     |                     |                     |                     |                     |                     |                     |                     |                     |                     |                     |                     | 6                   |                     |                     |                     |                     |                     |                     |                     |                     |                     |                     |                      |                     |                     |                     |                     |                     |                     | 2                   |                     |                     |                     | 1                   |                     |                     |
| Такмичари                       | Албанија                        | 218               | 45                  | 173               | 3                   |                     |                     | 1                   |                     |                     |                     |                     |                     |                     |                     | 12                  | 3                   | 4                   |                     |                     |                     |                     | 5                   | 10                  | 2                   |                     |                     |                      | 1                   |                     |                     |                     |                     |                     |                     |                     |                     |                     | 4                   |                     |                     |

| Начин гласања: Жири Телегласање | Начин гласања: Жири Телегласање | Збиран број поена | Укупно поена жирија | Укупно поена теле | Државе које гласају | Државе које гласају | Државе које гласају | Државе које гласају | Државе које гласају | Државе које гласају | Државе које гласају | Државе које гласају | Државе које гласају | Државе које гласају | Државе које гласају | Државе које гласају | Државе које гласају | Државе које гласају | Државе које гласају | Државе које гласају | Државе које гласају | Државе које гласају | Државе које гласају | Државе које гласају | Државе које гласају | Државе које гласају | Државе које гласају | Државе које гласају  | Државе које гласају | Државе које гласају | Државе које гласају | Државе које гласају | Државе које гласају | Државе које гласају | Државе које гласају | Државе које гласају | Државе које гласају | Државе које гласају | Државе које гласају | Државе које гласају | Државе које гласају | Државе које гласају | Државе које гласају | Државе које гласају | Државе које гласају | Државе које гласају | Државе које гласају | Државе које гласају |
| Начин гласања: Жири Телегласање | Начин гласања: Жири Телегласање | Збиран број поена | Укупно поена жирија | Укупно поена теле | Шведска             | Азербејџан          | Малта               | Холандија           | Словенија           | Јерменија           | Луксембург          | Сан Марино          | Украјина            | Норвешка            | Аустрија            | Француска           | Италија             | Португал            | Данска              | Хрватска            | Летонија            | Ирска               | Пољска              | Црна Гора           | Грчка               | Србија              | Чешка               | Уједињено Краљевство | Шпанија             | Финска              | Аустралија          | Немачка             | Белгија             | Израел              | Албанија            | Литванија           | Исланд              | Грузија             | Кипар               | Естонија            | Швајцарска          | Остатак света       |                     |                     |                     |                     |                     |                     |
| Начин гласања: Жири Телегласање | Начин гласања: Жири Телегласање | Збиран број поена |                     |                   |                     |                     |                     |                     |                     |                     |                     |                     |                     |                     |                     |                     |                     |                     |                     |                     |                     |                     |                     |                     |                     |                     |                     |                      |                     |                     |                     |                     |                     |                     |                     |                     |                     |                     |                     |                     |                     |                     |                     |                     |                     |                     |                     |                     |
| Такмичари                       | Норвешка                        | 89                | 22                  | 67                |                     | 6                   | 6                   |                     | 2                   | 4                   |                     |                     | 10                  |                     |                     |                     | 1                   |                     |                     | 4                   | 1                   |                     | 3                   |                     | 4                   | 3                   | 2                   |                      | 2                   |                     |                     |                     |                     |                     |                     | 2                   | 8                   | 4                   | 5                   |                     |                     |                     |                     |                     |                     |                     |                     |                     |
| Такмичари                       | Луксембург                      | 47                | 23                  | 24                |                     |                     |                     |                     | 4                   |                     |                     |                     |                     |                     |                     | 1                   |                     |                     |                     |                     |                     |                     |                     | 8                   |                     |                     |                     |                      |                     |                     |                     |                     |                     | 3                   | 8                   |                     |                     |                     |                     |                     |                     |                     |                     |                     |                     |                     |                     |                     |
| Такмичари                       | Естонија                        | 356               | 98                  | 258               | 8                   | 8                   | 12                  | 8                   | 7                   | 12                  | 5                   | 7                   | 2                   | 7                   | 8                   |                     | 7                   | 1                   | 6                   | 12                  | 12                  | 6                   | 10                  | 10                  | 8                   | 12                  | 6                   | 6                    | 7                   | 8                   | 6                   | 4                   | 2                   | 10                  | 5                   | 10                  | 7                   | 8                   | 7                   |                     | 2                   | 2                   |                     |                     |                     |                     |                     |                     |
| Такмичари                       | Израел                          | 357               | 60                  | 297               | 12                  | 12                  | 5                   | 12                  | 6                   |                     | 12                  | 10                  | 1                   | 10                  | 7                   | 12                  | 8                   | 12                  | 8                   |                     | 7                   | 10                  |                     | 7                   | 7                   | 2                   | 10                  | 12                   | 12                  | 10                  | 12                  | 12                  | 12                  |                     | 7                   | 3                   | 4                   | 7                   | 10                  | 2                   | 12                  | 12                  |                     |                     |                     |                     |                     |                     |
| Такмичари                       | Литванија                       | 96                | 34                  | 62                |                     |                     |                     |                     |                     |                     | 4                   |                     | 12                  | 4                   |                     |                     |                     |                     | 2                   |                     | 10                  | 8                   | 6                   |                     |                     |                     |                     | 8                    |                     | 1                   |                     |                     |                     |                     |                     |                     |                     | 6                   |                     | 1                   |                     |                     |                     |                     |                     |                     |                     |                     |
| Такмичари                       | Шпанија                         | 37                | 27                  | 10                |                     |                     |                     |                     |                     |                     |                     |                     |                     |                     |                     |                     |                     | 6                   |                     |                     |                     | 1                   |                     |                     |                     |                     |                     |                      |                     |                     |                     |                     |                     |                     |                     |                     |                     |                     |                     |                     |                     | 3                   |                     |                     |                     |                     |                     |                     |
| Такмичари                       | Украјина                        | 218               | 60                  | 158               | 4                   | 4                   |                     | 4                   | 3                   |                     |                     | 4                   |                     | 2                   |                     | 6                   | 6                   | 10                  | 4                   | 2                   | 6                   | 7                   | 12                  | 6                   |                     |                     | 12                  |                      | 10                  | 2                   |                     | 3                   |                     | 12                  |                     | 7                   |                     | 10                  | 8                   | 6                   |                     | 8                   |                     |                     |                     |                     |                     |                     |
| Такмичари                       | Уједињено Краљевство            | 88                | 88                  | 0                 |                     |                     |                     |                     |                     |                     |                     |                     |                     |                     |                     |                     |                     |                     |                     |                     |                     |                     |                     |                     |                     |                     |                     |                      |                     |                     |                     |                     |                     |                     |                     |                     |                     |                     |                     |                     |                     |                     |                     |                     |                     |                     |                     |                     |
| Такмичари                       | Аустрија                        | 436               | 258                 | 178               |                     | 10                  | 10                  | 3                   | 10                  | 7                   |                     | 5                   | 6                   | 1                   |                     | 2                   | 4                   | 7                   | 3                   | 5                   | 4                   | 4                   | 7                   | 3                   | 10                  | 10                  | 4                   |                      | 4                   | 7                   | 3                   | 6                   | 3                   | 8                   | 6                   | 5                   | 3                   | 5                   | 6                   |                     | 6                   | 1                   |                     |                     |                     |                     |                     |                     |
| Такмичари                       | Исланд                          | 33                | 0                   | 33                | 5                   |                     |                     |                     | 1                   |                     |                     |                     |                     | 3                   | 1                   |                     |                     |                     | 10                  | 1                   |                     |                     |                     |                     |                     |                     |                     |                      |                     | 6                   |                     | 1                   |                     |                     |                     |                     |                     |                     |                     | 5                   |                     |                     |                     |                     |                     |                     |                     |                     |
| Такмичари                       | Летонија                        | 158               | 116                 | 42                |                     |                     |                     |                     |                     |                     | 1                   |                     | 8                   |                     |                     |                     |                     |                     |                     |                     |                     | 3                   | 2                   |                     |                     |                     |                     | 3                    |                     | 3                   | 2                   |                     |                     |                     |                     | 12                  |                     |                     |                     | 8                   |                     |                     |                     |                     |                     |                     |                     |                     |
| Такмичари                       | Холандија                       | 175               | 133                 | 42                | 2                   |                     |                     |                     |                     | 2                   |                     | 2                   |                     | 5                   | 3                   |                     |                     | 3                   |                     |                     |                     |                     |                     |                     | 6                   |                     |                     |                      |                     |                     |                     |                     | 5                   |                     | 1                   | 1                   | 6                   |                     | 1                   | 4                   | 1                   |                     |                     |                     |                     |                     |                     |                     |
| Такмичари                       | Финска                          | 196               | 88                  | 108               | 10                  | 5                   | 7                   | 6                   |                     | 1                   |                     |                     |                     | 6                   | 2                   |                     |                     |                     | 5                   | 7                   | 3                   | 5                   | 1                   |                     |                     | 6                   | 3                   | 4                    | 6                   |                     | 10                  |                     |                     | 1                   |                     |                     | 5                   |                     |                     | 10                  |                     | 5                   |                     |                     |                     |                     |                     |                     |
| Такмичари                       | Италија                         | 256               | 159                 | 97                | 1                   |                     | 8                   | 2                   | 12                  |                     |                     | 3                   | 7                   |                     | 10                  | 3                   |                     | 8                   |                     | 6                   | 2                   |                     |                     | 1                   |                     |                     |                     |                      |                     |                     |                     | 2                   | 1                   |                     | 10                  | 6                   |                     |                     |                     | 7                   | 8                   |                     |                     |                     |                     |                     |                     |                     |
| Такмичари                       | Пољска                          | 156               | 17                  | 139               | 6                   |                     | 2                   | 10                  |                     |                     | 3                   | 6                   | 3                   | 8                   | 5                   | 7                   | 3                   |                     | 7                   |                     |                     | 12                  |                     |                     |                     |                     | 8                   | 10                   | 8                   |                     | 1                   | 7                   | 10                  |                     |                     |                     | 12                  |                     | 4                   |                     | 3                   | 4                   |                     |                     |                     |                     |                     |                     |
| Такмичари                       | Немачка                         | 151               | 77                  | 74                |                     |                     |                     | 1                   |                     | 5                   |                     |                     | 5                   |                     | 12                  |                     |                     |                     | 1                   | 3                   | 5                   |                     | 5                   |                     | 3                   | 5                   | 1                   |                      |                     | 5                   |                     |                     |                     | 5                   | 4                   | 8                   | 1                   | 2                   |                     | 3                   |                     |                     |                     |                     |                     |                     |                     |                     |
| Такмичари                       | Грчка                           | 231               | 105                 | 126               | 3                   |                     |                     | 5                   |                     | 8                   | 10                  | 12                  |                     |                     |                     | 4                   | 2                   |                     |                     |                     |                     |                     |                     | 4                   |                     | 8                   |                     | 2                    |                     |                     | 7                   | 10                  | 6                   | 7                   | 12                  |                     |                     |                     | 12                  |                     | 7                   | 7                   |                     |                     |                     |                     |                     |                     |
| Такмичари                       | Јерменија                       | 72                | 42                  | 30                |                     |                     |                     |                     |                     |                     |                     |                     |                     |                     |                     | 8                   |                     |                     |                     |                     |                     |                     |                     |                     | 2                   |                     |                     |                      |                     |                     |                     |                     |                     | 6                   |                     |                     |                     | 12                  | 2                   |                     |                     |                     |                     |                     |                     |                     |                     |                     |
| Такмичари                       | Швајцарска                      | 214               | 214                 | 0                 |                     |                     |                     |                     |                     |                     |                     |                     |                     |                     |                     |                     |                     |                     |                     |                     |                     |                     |                     |                     |                     |                     |                     |                      |                     |                     |                     |                     |                     |                     |                     |                     |                     |                     |                     |                     |                     |                     |                     |                     |                     |                     |                     |                     |
| Такмичари                       | Малта                           | 91                | 83                  | 8                 |                     | 1                   |                     |                     |                     |                     |                     |                     |                     |                     |                     |                     |                     |                     |                     |                     |                     |                     |                     |                     |                     | 1                   |                     | 1                    |                     |                     | 5                   |                     |                     |                     |                     |                     |                     |                     |                     |                     |                     |                     |                     |                     |                     |                     |                     |                     |
| Такмичари                       | Португал                        | 50                | 37                  | 13                |                     |                     |                     |                     |                     |                     | 8                   |                     |                     |                     |                     | 5                   |                     |                     |                     |                     |                     |                     |                     |                     |                     |                     |                     |                      |                     |                     |                     |                     |                     |                     |                     |                     |                     |                     |                     |                     |                     |                     |                     |                     |                     |                     |                     |                     |
| Такмичари                       | Данска                          | 47                | 45                  | 2                 |                     |                     |                     |                     |                     |                     |                     |                     |                     |                     |                     |                     |                     |                     |                     |                     |                     |                     |                     |                     |                     |                     |                     |                      |                     |                     |                     |                     |                     |                     |                     |                     | 2                   |                     |                     |                     |                     |                     |                     |                     |                     |                     |                     |                     |
| Такмичари                       | Шведска                         | 321               | 126                 | 195               |                     | 3                   | 1                   | 7                   | 5                   | 6                   | 2                   | 1                   | 4                   | 12                  | 4                   |                     | 5                   | 4                   | 12                  | 8                   | 8                   | 2                   | 8                   | 5                   | 1                   | 7                   | 7                   | 7                    | 5                   | 12                  | 8                   | 5                   | 4                   | 2                   | 2                   | 4                   | 10                  | 1                   |                     | 12                  | 5                   | 6                   |                     |                     |                     |                     |                     |                     |
| Такмичари                       | Француска                       | 230               | 180                 | 50                |                     | 2                   |                     |                     |                     | 10                  | 6                   |                     |                     |                     |                     |                     |                     | 5                   |                     |                     |                     |                     |                     | 2                   | 5                   |                     |                     |                      | 1                   |                     |                     |                     | 8                   | 4                   |                     |                     |                     |                     | 3                   |                     | 4                   |                     |                     |                     |                     |                     |                     |                     |
| Такмичари                       | Сан Марино                      | 27                | 9                   | 18                |                     |                     | 3                   |                     |                     |                     |                     |                     |                     |                     |                     |                     | 12                  |                     |                     |                     |                     |                     |                     |                     |                     |                     |                     |                      |                     |                     |                     |                     |                     |                     | 3                   |                     |                     |                     |                     |                     |                     |                     |                     |                     |                     |                     |                     |                     |
| Такмичари                       | Албанија                        | 218               | 45                  | 173               | 7                   | 7                   | 4                   |                     | 8                   | 3                   | 7                   | 8                   |                     |                     | 6                   | 10                  | 10                  | 2                   |                     | 10                  |                     |                     | 4                   | 12                  | 12                  | 4                   | 5                   | 5                    | 3                   | 4                   | 4                   | 8                   | 7                   |                     |                     |                     |                     | 3                   |                     |                     | 10                  | 10                  |                     |                     |                     |                     |                     |                     |

#### 12 поена у финалу
| Број добијених 12 поена | Земље које добијају 12 поена | Земље које дају 12 поена                                                         |
| ----------------------- | ---------------------------- | -------------------------------------------------------------------------------- |
| 8                       | Аустрија                     | - Белгија - Финска - Немачка - Ирска - Летонија - Холандија - Норвешка - Шведска |
| 6                       | Италија                      | - Хрватска - Грузија - Португалија - Сан Марино - Словенија - Швајцарска         |
| 5                       | Француска                    | - Албанија - Јерменија - Грчка - Луксембург - Србија                             |
| 4                       | Грчка                        | - Аустралија - Кипар - Израел - Црна Гора                                        |
| 3                       | Летонија                     | - Данска - Литванија - Уједињено Краљевство                                      |
| 3                       | Швајцарска                   | - Естонија - Пољска - Шпанија                                                    |
| 2                       | Немачка                      | - Чешка - Украјина                                                               |
| 1                       | Албанија                     | Француска                                                                        |
| 1                       | Јерменија                    | Малта                                                                            |
| 1                       | Финска                       | Аустрија                                                                         |
| 1                       | Израел                       | Азербејџан                                                                       |
| 1                       | Шведска                      | Исланд                                                                           |
| 1                       | Уједињено Краљевство         | Италија                                                                          |

| Број добијених 12 поена | Земље које добијају 12 поена | Земље које дају 12 поена |
| ----------------------- | ---------------------------- | --- |
| 13                      | Израел                       | - Аустралија - Азербејџан - Белгија - Француска - Немачка - Луксембург - Холандија - Португалија - Остатак света - Шпанија - Шведска - Швајцарска - Уједињено Краљевство |
| 5                       | Естонија                     | - Јерменија - Хрватска - Летонија - Малта - Србија |
| 4                       | Шведска                      | - Данска - Естонија - Финска - Норвешка |
| 3                       | Грчка                        | - Албанија - Кипар - Сан Марино |
| 3                       | Украјина                     | - Чешка - Израел - Пољска |
| 2                       | Албанија                     | - Грчка - Црна Гора |
| 2                       | Пољска                       | - Исланд - Ирска |
| 1                       | Јерменија                    | Грузија |
| 1                       | Немачка                      | Аустрија |
| 1                       | Италија                      | Словенија |
| 1                       | Летонија                     | Литванија |
| 1                       | Литванија                    | Украјина |
| 1                       | Сан Марино                   | Италија |

## Међународни преноси и презентери

### Презентери резултата жирија
Редослед презентовања гласова жирија је објављен на дан финала.
1. Шведска — Кејо
2. Азербејџан — Сафура (азербејџанска представница 2010)
3. Малта — Ингрид Самут
4. Холандија — Шантал Јанзен (водитељка 2021)
5. Словенија — Лорела Флего
6. Јерменија — Лусине Товмасјан
7. Луксембург — Фабијен Звали
8. Сан Марино — Сенит (санмаринежанска представница 2011 и 2021)
9. Украјина — Џери Хејл (украјинска представница 2024)
10. Норвешка — Том Хуго (норвешки представник 2019 као члан групе KEiiNO)
11. Аустрија — Филип Ханза
12. Француска — Емили Мазоје
13. Италија — Топо Ђиђио
14. Португалија — Јоланда (португалска представница 2024)
15. Данска — Сара Бро
16. Хрватска — Дорис Пинчић
17. Летонија — Донс (летонски представник 2024)
18. Ирска — Ники Берн (ирски представник 2016)
19. Пољска — Александра Будка
20. Црна Гора — Марко Вукчевић
21. Грчка — Џени Теона
22. Србија — Драгана Косјерина
23. Чешка — Радка Росицка
24. Уједињено Краљевство — Софи Елис-Бекстор
25. Шпанија — Чанел Тереро (шпанска представница 2022)
26. Финска — Јасмин Белуед
27. Аустралија — Силија Капсис (кипарска представница 2024)
28. Немачка — Михаел Шулте (немачки представник 2018)
29. Белгија — Ману Ван Акер
30. Израел — Еден Голан (израелска представница 2024)
31. Албанија — Андри Џаху
32. Литванија — Силвестер Белт (литвански представник 2024)
33. Исланд — Хера Бјорк (исландска представница 2010 и 2024)
34. Кипар — Лукас Хаматсос
35. Естонија — Кристијан Јакобсон
36. Грузија — Нутса Бузаладзе (грузијска представница 2024)
37. Швајцарска — Мелани Фрејмонд и Свен Епинеј

### Преноси и коментатори
Све земље учеснице могу да имају коментатора на лицу места или на даљину који пружају гледаоцима податке, као и информације везане за гласање гледаоцима из своје државе. Иако сви емитери морају да прикажу полуфинале у којем учествују или гласају као и финале, скоро сви емитери емитују све три такмичарске вечери. Такође, неки емитери који не учествују такође емитују такмичење. Европска радиодифузна унија такође обезбеђује пренос оба полуфинала и финала кроз свој званични YouTube канал Песме Евровизије.
| Држава               | Емитер               | Пренос                                    | Вечери                                                    | Коментатори                                                                                       | Реф.                            |
| -------------------- | -------------------- | ----------------------------------------- | --------------------------------------------------------- | ------------------------------------------------------------------------------------------------- | ------------------------------- |
| Азербејџан           | ИТВ                  | ИТВ                                       | Све вечери                                                | Елнара Калилова и Ага Надиров                                                                     | [ 83 ] [ 84 ]                   |
| Албанија             | РТШ                  | , RTSH Muzikë,                            | Све вечери                                                | Андри Џаху                                                                                        | [ 85 ] [ 86 ]                   |
| Аустралија           | СБС                  | СБС                                       | Све вечери                                                | Кортни Ект и Тони Армстронг                                                                       | [ 87 ] [ 88 ]                   |
| Аустрија             | ОРФ                  |                                           | Све вечери                                                | Енди Кнол                                                                                         | [ 89 ]                          |
| Аустрија             | ОРФ                  |                                           | Финале                                                    | Јан Бехерман и Оли Шулц                                                                           | [ 90 ]                          |
| Белгија              | РТБФ                 | La Une                                    | Прво полуфинале, финале                                   | француски: Жан-Јуис Лахај и Жоел Скоријелс                                                        | [ 91 ] [ 92 ]                   |
| Белгија              | РТБФ                 | Tipik                                     | Друго полуфинале                                          | француски: Жан-Јуис Лахај и Жоел Скоријелс                                                        | [ 91 ] [ 92 ]                   |
| Белгија              | ВРТ                  |                                           | Све вечери                                                | холандски: Петер ван де Вејре                                                                     | [ 93 ] [ 94 ]                   |
| Белгија              | ВРТ                  | Финале                                    |                                                           |                                                                                                   | [ 93 ] [ 94 ]                   |
| Данска               | ДР                   |                                           | Све вечери                                                | Ole Tøpholm                                                                                       | [ 95 ]                          |
| Грузија              | ГПБ                  |                                           | Све вечери                                                |                                                                                                   | [ 96 ] [ 97 ]                   |
| Грчка                | ЕРТ                  |                                           | Све вечери                                                | Мариа Козаку и Ђорђос Капутзидис                                                                  | [ 98 ]                          |
| Грчка                | ЕРТ                  | Deftero Programma                         | Све вечери                                                | Димитрис Меиданис                                                                                 | [ 98 ]                          |
| Естонија             | ЕРР                  |                                           | Све вечери                                                | естонски: Марко Реикоп                                                                            | [ 99 ]                          |
| Естонија             | ЕРР                  | руски: Александр Хоботов и Јулија Календа | Све вечери                                                |                                                                                                   | [ 99 ]                          |
| Исланд               | РУВ                  |                                           | Све вечери                                                | Гудрун Дис Емилсдоутир                                                                            | [ 100 ]                         |
| Исланд               | РУВ                  |                                           | Прво полуфинале, финале                                   | исландски знаковни језик: разни рукозборци                                                        | [ 100 ]                         |
| Исланд               | РУВ                  |                                           | Прво полуфинале                                           | Гудрун Дис Емилсдоутир                                                                            | [ 101 ]                         |
| Исланд               | РУВ                  | Финале                                    | Гудрун Дис Емилсдоутир и Гунар Биргисен                   |                                                                                                   | [ 101 ]                         |
| Ирска                | РТЕ                  | RTÉ One                                   | Финале                                                    | Марти Велан                                                                                       | [ 102 ] [ 103 ] [ 104 ]         |
| Ирска                | РТЕ                  | Полуфинала                                |                                                           | Марти Велан                                                                                       | [ 102 ] [ 103 ] [ 104 ]         |
| Израел               | ИПБК/Кан             | Kan 11                                    | Све вечери                                                | Асаф Либерман и Акива Новик                                                                       | [ 105 ] [ 106 ]                 |
| Италија              | Раи                  |                                           | Полуфинала                                                | Габријел Корси и BigMama                                                                          | [ 107 ] [ 108 ] [ 109 ] [ 110 ] |
| Италија              | Раи                  | Финале                                    |                                                           | Габријел Корси и BigMama                                                                          | [ 107 ] [ 108 ] [ 109 ] [ 110 ] |
| Италија              | Раи                  |                                           | Све вечери                                                | Дилета Парланђели и Матео Осо                                                                     | [ 107 ] [ 108 ] [ 109 ] [ 110 ] |
| Јерменија            | АМПТВ                | искошено                                  | Све вечери                                                | Храчучи Утмазјан и Хамлет Аракелјан                                                               | [ 111 ] [ 112 ]                 |
| Кипар                | РИК                  | ,                                         | Све вечери                                                | Мелина Карађорђиоу и Александрос Тарамоунтас                                                      | [ 113 ] [ 114 ] [ 115 ]         |
| Кипар                | РИК                  | [ 116 ]                                   | Све вечери                                                | Мелина Карађорђиоу и Александрос Тарамоунтас                                                      |                                 |
| Летонија             | ЛСМ                  |                                           | Полуфинала                                                | Томс Гревинш                                                                                      | [ 117 ]                         |
| Летонија             | ЛСМ                  | Финале                                    | Томс Гревинш и Марија Наумова                             |                                                                                                   | [ 117 ]                         |
| Литванија            | ЛРТ                  | , LRT Radijas                             | Све вечери                                                | Рамунас Зилнис                                                                                    | [ 118 ] [ 119 ]                 |
| Луксембург           | РТЛ                  | RTL Lëtzebuerg                            | Све вечери                                                | луксембуршки: Раул Рос и Роџер Саурфелд                                                           | [ 120 ] [ 121 ] [ 122 ]         |
| Луксембург           | РТЛ                  | Today                                     | Друго полуфинале, финале                                  | енглески: Мелиса Далтон и Мередит Мос француски: Жером Диделот и Ема Соргато                      | [ 120 ] [ 121 ] [ 122 ]         |
| Луксембург           | РТЛ                  |                                           | Друго полуфинале, финале                                  | енглески: Мелиса Далтон и Мередит Мос француски: Жером Диделот и Ема Соргато                      | [ 120 ] [ 121 ] [ 122 ]         |
| Малта                | ПБС                  |                                           | Све вечери                                                | Без коментатора                                                                                   | [ 123 ] [ 124 ] [ 125 ]         |
| Немачка              | АРД/НДР              | One                                       | Полуфинала                                                | Торстен Шорн                                                                                      | [ 126 ]                         |
| Немачка              | АРД/НДР              | Das Erste                                 | Финале                                                    | Торстен Шорн                                                                                      | [ 126 ]                         |
| Немачка              | АРД/РББ              | Radio Eins                                | Финале                                                    | Амели Ернст и Макс Спалек                                                                         | [ 127 ]                         |
| Норвешка             | НРК                  |                                           | Све вечери                                                | Март Стокстад                                                                                     | [ 128 ]                         |
| Пољска               | ТВП                  | ,                                         | Све вечери                                                | Артур Орзеч                                                                                       | [ 129 ] [ 130 ] [ 131 ]         |
| Португал             | РТП                  | , RTP Internacional                       | Све вечери                                                | Хосе Карлос Малато и Нуно Галопим                                                                 | [ 132 ] [ 133 ]                 |
| Сан Марино           | СМРТВ                |                                           | Све вечери                                                | Ана Гаспари и Гиги Рестиво                                                                        | [ 134 ]                         |
| Србија               | РТС                  | РТС 1, РТС Свет                           | Све вечери                                                | Душка Вучинић                                                                                     | [ 135 ] [ 136 ] [ 137 ] [ 138 ] |
| Србија               | РТС                  | Радио Београд 1                           | Друго полуфинале                                          | Николета Дојчиновић и Катарина Тошић                                                              | [ 139 ]                         |
| Словенија            | РТВ СЛО              | ТВ СЛО 1                                  | Финале                                                    | Мојца Мавец                                                                                       | [ 140 ] [ 141 ] [ 142 ]         |
| Словенија            | РТВ СЛО              | ТВ СЛО 2                                  | Полуфинала                                                | Мојца Мавец                                                                                       | [ 140 ] [ 141 ] [ 142 ]         |
| Словенија            | РТВ СЛО              | Радио Вал 202                             | Прво полуфинале                                           | Мај Валериј                                                                                       | [ 140 ] [ 141 ] [ 142 ]         |
| Словенија            | РТВ СЛО              | Радио Вал 202                             | Финале                                                    | Мај Валериј и Игор Брачич                                                                         | [ 140 ] [ 141 ] [ 142 ]         |
| Украјина             | Суспиљне             | Суспиљне култура                          | Прво полуфинале                                           | Тимур Мирошниченко и Олександр Педан                                                              | [ 143 ]                         |
| Украјина             | Суспиљне             | Суспиљне култура                          | Друго полуфинале                                          | Тимур Мирошниченко и Влад Куран                                                                   | [ 143 ]                         |
| Украјина             | Суспиљне             | Суспиљне култура                          | Финале                                                    | Тимур Мирошниченко и Алиона Алиона                                                                | [ 143 ]                         |
| Украјина             | Суспиљне             | Суспиљне култура                          | Све вечери                                                | украјински знаковни језик: Тетјана Журкова, Анафиса Болдусијева, Олаксандр Рудик и Лада Соколијук | [ 143 ]                         |
| Украјина             | Суспиљне             | Радио Промињ                              | Полуфинала                                                | Дмитро Закарченко и Лесија Антипенко                                                              | [ 143 ]                         |
| Украјина             | Суспиљне             | Радио Промињ                              | Финале                                                    | Ана Заклетска и Денис Денисенко                                                                   | [ 143 ]                         |
| Уједињено Краљевство | ББЦ                  | BBC One                                   | Полуфинала                                                | Скот Милс и Рајлан Кларк                                                                          | [ 144 ]                         |
| Уједињено Краљевство | ББЦ                  | BBC One                                   | Финале                                                    | Грејам Нортон                                                                                     | [ 144 ]                         |
| Уједињено Краљевство | ББЦ                  | BBC Red Button                            | Све вечери                                                | британски знаковни језик: разни рукозборци                                                        | [ 144 ]                         |
| Уједињено Краљевство | ББЦ                  |                                           | Полуфинала                                                | Сара Кокс и Ричи Андерсон                                                                         | [ 144 ]                         |
| Уједињено Краљевство | ББЦ                  | Финале                                    | Скот Милс и Рајлан Кларк                                  |                                                                                                   | [ 144 ]                         |
| Финска               | Уле                  | , Finland                                 | Све вечери                                                | фински: Мико Силвенојнен шведски: Ева Франц и Јохан Линдрос                                       | [ 145 ] [ 146 ]                 |
| Финска               | Уле                  | Yle Areena                                | Све вечери                                                | - инарсколапонски: Хели Хуовинен - севернолапонски: Аслак Палто                                   | [ 145 ] [ 146 ]                 |
| Финска               | Уле                  | Yle Areena                                | Друго полуфинале, финале                                  | руски: Леван Твалтвадзе украјински: Галина Сергејева                                              | [ 145 ] [ 146 ]                 |
| Финска               | Уле                  | Yle Radio Suomi                           | Финале                                                    | фински: Тони Лаксонен и Сана Пиркалаинен                                                          | [ 145 ] [ 147 ]                 |
| Финска               | Уле                  |                                           | Све вечери                                                | шведски: Ева Франц и Јохан Линдрос                                                                | [ 145 ] [ 147 ]                 |
| Француска            | Француска телевизија | Culturebox                                | Полуфинала                                                | Стефан Берн                                                                                       | [ 148 ]                         |
| Француска            | Француска телевизија | France 2                                  | Финале                                                    | Лоренс Боколини и Стефан Берн                                                                     | [ 148 ]                         |
| Холандија            | НПО/АВРОТРОС         |                                           | Све вечери                                                | Корналд Мас                                                                                       | [ 149 ] [ 150 ] [ 151 ] [ 152 ] |
| Холандија            | НПО/АВРОТРОС         |                                           | Финале                                                    | Каролин Боргерс                                                                                   | [ 149 ] [ 150 ] [ 151 ] [ 152 ] |
| Хрватска             | ХРТ                  | ХРТ 1                                     | Све вечери                                                | Душко Ћурлић                                                                                      | [ 153 ] [ 154 ]                 |
| Хрватска             | ХРТ                  | ХР 2                                      | Све вечери                                                | Душко Ћурлић                                                                                      | [ 155 ] [ 156 ] [ 157 ]         |
| Чешка                | ЧТ                   |                                           | Полуфинала                                                | Ондреј Цикан                                                                                      | [ 158 ] [ 159 ] [ 160 ]         |
| Чешка                | ЧТ                   |                                           | Финале                                                    | Ондреј Цикан и Ајко                                                                               | [ 158 ] [ 159 ] [ 160 ]         |
| Шпанија              | РТВЕ                 |                                           | Прво полуфинале, финале                                   | шпански: Јулија Варела and Тони Агиљар                                                            | [ 161 ] [ 162 ]                 |
| Шпанија              | РТВЕ                 | Друго полуфинале                          |                                                           | шпански: Јулија Варела and Тони Агиљар                                                            | [ 161 ] [ 162 ]                 |
| Шпанија              | РТВЕ                 | Internacional                             | Све вечери                                                | шпански: Јулија Варела and Тони Агиљар                                                            | [ 161 ] [ 162 ]                 |
| Шпанија              | РТВЕ                 | Nacional, Radio Exterior, RNE para todos  | Финале                                                    | Давид Асенсио, Сара Калво и Луис Мигел Монтес                                                     | [ 161 ] [ 162 ]                 |
| Шведска              | СВТ                  |                                           | Полуфинала                                                | Едвард аф Силен                                                                                   | [ 163 ]                         |
| Шведска              | СВТ                  | Финале                                    | Едвард аф Силен и Петра Меде                              |                                                                                                   | [ 163 ]                         |
| Шведска              | СВТ                  | Play                                      | Финале                                                    | - инарсколапонски: Хели Хуовинен - севернолапонски: Аслак Палто                                   | [ 164 ]                         |
| Шведска              | СР                   |                                           | Све вечери                                                | Каролина Норен                                                                                    | [ 165 ]                         |
| Швајцарска           | СРГ ССР              |                                           | Све вечери                                                | италијански: Елис Кавалини и Ђијан-Андреа Коста                                                   | [ 166 ]                         |
| Швајцарска           | СРГ ССР              |                                           | Полуфинала                                                | француски: Жон-Марк Ричард и Николас Танер                                                        | [ 167 ] [ 168 ]                 |
| Швајцарска           | СРГ ССР              | Финале                                    | француски: Жон-Марк Ричард, Николас Танер и Жули Бертолет |                                                                                                   | [ 167 ] [ 168 ]                 |
| Швајцарска           | СРГ ССР              |                                           | Све вечери                                                | немачки: Свен Епини                                                                               | [ 60 ] [ 169 ]                  |
| Швајцарска           | СРГ ССР              |                                           | Све вечери                                                | знаковни језик швајцарске варијанте немачког: разни рукозборци                                    | [ 169 ]                         |
| Швајцарска           | СРГ ССР              | Play SRF                                  | Финале                                                    | немачки: Пати Баслер                                                                              | [ 170 ]                         |
| Швајцарска           | СРГ ССР              |                                           | Финале                                                    | немачки: Селин Верделис                                                                           | [ 171 ]                         |
| Швајцарска           | СРГ ССР              | RTS Premiere                              | Финале                                                    | француски: Клер Мудри                                                                             | [ 171 ]                         |
| Швајцарска           | СРГ ССР              | RSI Rete Tre                              | Финале                                                    | италијански: Давид Гаглиарди                                                                      | [ 171 ]                         |
| Швајцарска           | СРГ ССР              |                                           | Финале                                                    | романшки: Елијас Цоуцаисос                                                                        | [ 171 ]                         |

| Држава/територија  | Емитер | Пренос          | Вечери     | Коментатори                    | Реф     |
| ------------------ | ------ | --------------- | ---------- | ------------------------------ | ------- |
| Косово             | РТК    | РТК 1           | Све вечери | Агрон Краснићи и Егзона Рафуна | [ 172 ] |
| Молдавија          | ТРМ    |                 | Све вечери | Јон Жабла и Данијела Круду     | [ 37 ]  |
| Северна Македонија | МРТ    | МРТ 1           | Све вечери | Александра Јовановска          | [ 173 ] |
| Сједињене Државе   | НБЦ    | Peacock         | Све вечери | Без коментатора                | [ 174 ] |
| Фарска острва      | КВФ    |                 | Све вечери | фарски: Гунар Нолсее           | [ 175 ] |
| Чиле               | Запинг | Zapping Channel | Све вечери | Без коментатора                | [ 176 ] |

## Контроверзе

### Повлачење црногорске песме
По победи бенда Neonoen на избору Црне Горе за Песму Евровизије 2025, Монтесонгу 2024, са песмом Clickbait, Радио и телевизија Црне Горе (РТЦГ) је открио и потврдио да је бенд ту песму извео у јуну 2023, противно правилима такмичења и националног финала, која кажу да песма није смела да буде јавно извођена или објављивана делимично или у целости пре 1. септембра 2024. У изјави 1. децембра 2024, РТЦГ је објавио да су у разговорима са ЕБУ о могућности учешћа песме. Дана 4. децембра, Neonoen се повукао са такмичења, наводећи жељу да „окончају несигурност”. РТЦГ ће самостално одабрати представника. Дана 8. децембра је РТЦГ објавио да ће Црну Гору представљати другопласирана Монтесонга, Нина Жижић са песмом Добродошли.

## Службени албум
је службени компилацијски албум такмичења одржаног 2025. године, који је саставила Европска радиодифузна унија, а 25. априла 2025. године је издала кућа Universal Music Group. Албум садржи свих 37 песама изведених на Евровизији 2025. године, укључујући и полуфиналне нумере које нису добиле право учешћа у финалу.
| №   | Назив                         | Аутор(и) | Извођач             | Трајање |  |
| 1.  | Zjerm (Албанија)              | Музика и текст: Беатрис Ђерђи и Леке Ђелоши                                                                                                   | Shkodra Elektronike |         |  |
| 2.  | Survivor (Јерменија)          | Музика и текст: Алекс Вилке, Армен Паул, Бењамин Аласу, Ева Восканјан, Џошуа Куран, Мартин Морадјан, Паргев Варданјан и Томас Џисон           | Парг                |         |  |
| 3.  | Milkshake Man (Аустралија)    | Музика и текст: Ејми Шепард, Џорџ Шепард, Џејсон Бовино и Марти Замбото                                                                       | Go-Jo               |         |  |
| 4.  | Wasted Love (Аустрија)        | Музика и текст: Јоханес Пиеч, Теодора Шпирић и Томас Турнер                                                                                   | ЈЈ                  |         |  |
| 5.  | Run With U (Азербејџан)       | Музика и текст: Хасан Хајадар, Роман Зи и Сефаел Мишијев                                                                                      |                     |         |  |
| 6.  | Strobe Lights (Белгија)       | Музика и текст: Амера Ролантс, Били Бентејн, Сеп Хереман и Виљем Вандерштихел                                                                 | Ред Себастијан      |         |  |
| 7.  | Poison Cake (Хрватска)        | Музика и текст: Бас Висинк, Бен Пајн, Ема Гејл, Филип Мајдак и Марко Бошњак                                                                   | Марко Бошњак        |         |  |
| 8.  | Shh (Кипар)                   | Музика и текст: Димитрис Контопулос, Елса Селесвик, Лас Ниман и Линда Дејл                                                                    | Тео Еван            |         |  |
| 9.  | Kiss Kiss Goodbye (Чешка)     | Музика и текст: Адам Павловчин, Адриано Лопес да Силва, Џорџ Мастерс-Кларк, Инес Кулон, Лоренцо Калво, Михаела Харватова и Роналд Јанечек     |                     |         |  |
| 10. | Hallucination (Данска)        | Музика и текст: Крис Роде-Фриск, Лина Спангсберг; Линеа Мери Хансдотир Деб, Малте Јохансен, Маркус Винтер-Џон и Мелани Габријела Хајрапетијан | Сисал               |         |  |
| 11. | Espresso macchiato (Естонија) | Музика и текст: Томас Тамеметс и Јоханес Наукаринен                                                                                           | Томи Кеш            |         |  |
| 12. | Ich komme (Финска)            | Музика и текст: Кристел Росберг и Јори Росберг                                                                                                | Ерика Викман        |         |  |
| 13. | Maman (Француска)             | Музика и текст: Луан и Тристан Салвати | Луан                |         |  |
| 14. | Freedom (Грузија)             | Музика и текст: Бука Картозија и Кети Габисијани                                                                                              | Маријам Шенгелија   |         |  |
| 15. | Baller (Немачка)              | Музика и текст: Александер Хауер, Атила Борнемиза и Тинде Борнемиза                                                                           | Abor & Tynna        |         |  |
| 16. | Asteromáta (Грчка)            | Музика и текст: Arcade | Клавдија            |         |  |
| 17. | Róa (Исланд)                  | Музика и текст: Гунар Бјорн Гунарсон, Халфдан Хелги Матијасон, Инги Бор Гардарсон и Матијас Давид Матијасон                                   | Væb                 |         |  |
| 18. | Laika Party (Ирска)           | Музика и текст: Еми Кристин Гутулсруд Кристијансен, Ерленд Гутулсруд Кристијансен, Хенрик Ерстлунд, Лариса Торми и Трулс Маријус Ара          | Еми                 |         |  |

| №   | Назив                                              | Аутор(и) | Извођач            | Трајање |  |
| 1.  | New Day Will Rise (Израел)                         | Музика и текст: Керен Пелес                                                                                            | Јувал Рафаел       |         |  |
| 2.  | Volevo essere un duro (Италија)                    | Музика и текст: Лучо Корси и Томасо Отомано                                                                            | Лучо Корси         |         |  |
| 3.  | Bur man laimi (Летонија)                           | Музика и текст: Аснате Ранцане, Аурелија Ранцане, Елвис Линтинш, Габријела Звајгзните и Лаура Лиците                   |                    |         |  |
| 4.  | Tavo akys (Литванија)                              | Музика и текст: Лукас Радзевичиус                                                                                      |                    |         |  |
| 5.  | La poupée monte le son (Луксембург)                | Музика и текст: Џулијен Салвија и Лудовиц-Александре Видал                                                             | Лаура Торн         |         |  |
| 6.  | Serving (Малта)                                    | Музика и текст: Бењамин Шмид, Метју Мерциеса, Миријана Конте и Сара Евелин Фулертон                                    | Миријана Конте     |         |  |
| 7.  | Добродошли (Црна Гора)                             | Музика: Борис Суботић и Дарко Димитров Текст: Виолета Михајловска Милић                                                | Нина Жижић         |         |  |
| 8.  | C'est la vie (Холандија)                           | Музика: Арно Крабман, Клод Кијамбе, Јорем ван дер Ворт и Лион Палмен                                                   | Клод               |         |  |
| 9.  | Lighter (Норвешка)                                 | Музика и текст: Кајл Алесандро и Адам Вудс                                                                             | Кајл Алесандро     |         |  |
| 10. | (Пољска)                                           | Музика и текст: Доминик Бучковски-Војташек, Емилијан Валучовски, Јустина Стечковска и Патрик Кумор                     | Јустина Стечковска |         |  |
| 11. | Deslocado (Португал)                               | Музика и текст: Јоао Лозуренчо Гомез, Јоао Родригез, Диого Гоиз, Франциско Соуса, Андре Сантос и Гиљерме Гомез         |                    |         |  |
| 12. | Tutta l'Italia (Финска)                            | Музика и текст: Андреа Бономо, Едвин Робертс и Габри Понте                                                             | Габри Понте        |         |  |
| 13. | Мила (Србија)                                      | Музика и текст: Душан Бачић                                                                                            | Принц              |         |  |
| 14. | How Much Time Do We Have Left (Словенија)          | Музика и текст: Клемен Слакоња, Маја Слатиншек и Рајан Смол                                                            | Клемен             |         |  |
| 15. | Esa diva (Шпанија)                                 | Музика и текст: Алберто Лорите, Џој Деб, Хуан Суеиро, Мелодија Руиз, Питер Бострем и Томас Џисон                       | Мелоди             |         |  |
| 16. | Bara bada bastu (Шведска)                          | Музика и текст: Андерз Вретов, Аксел Охман, Јакоб Норгерд, Кевин Холстрем, Кристофер Штрандберг и Роберт Сковронски    |                    |         |  |
| 17. | Voyage (Швајцарска)                                | Музика и текст: Зои Алина Креслер                                                                                      | Зое Ме             |         |  |
| 18. | Bird of Pray (Украјина)                            | Музика и текст: Валентин Лешчински, Данило Лешчински и Федир Ходаков                                                   | Ziferblat          |         |  |
| 19. | What The Hell Just Happened (Уједињено Краљевство) | Музика и текст: Шарлот Стил, Холи-Ен Хул, Џули Агард, Кес Камара, Лорен Берн, Сем Бренан, Томас Стенгард и Том Холингс | Remember Monday    |         |  |